# Physoloba
Physoloba is een geslacht van vlinders van de familie spanners (Geometridae), uit de onderfamilie Larentiinae.

## Soorten
- P. granitata Fletcher, 1953
- P. griseofasciata Warren, 1908
- P. indistincta Butler, 1882
- P. insularis Aurivillius, 1920
- P. multivirgulata Mabille, 1885